# Obelisk (Olu Oguibe)

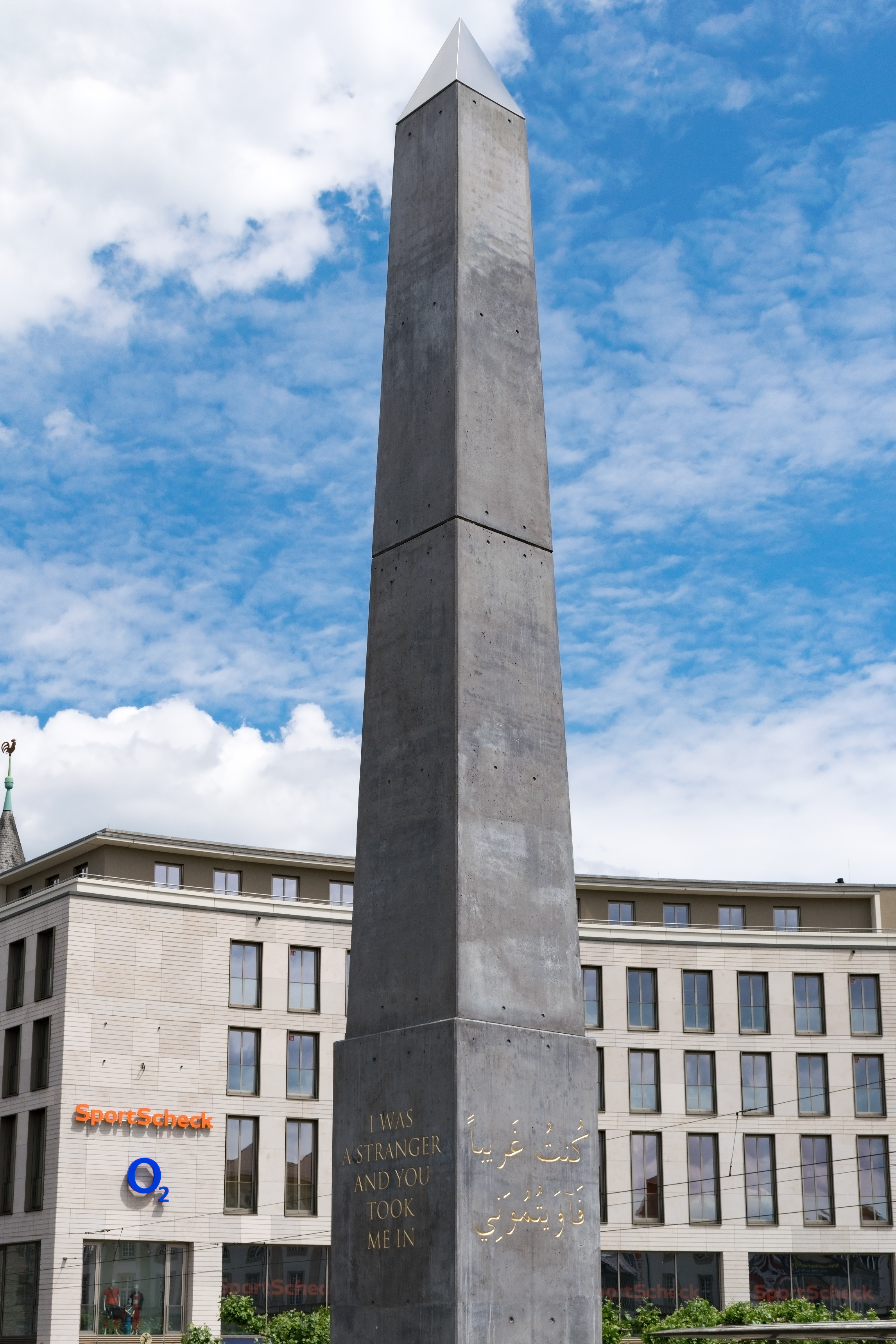
Der Obelisk auf dem Kasseler Königsplatz

Der Obelisk ist ein für die documenta 14 entworfenes Denkmal des nigerianisch-amerikanischen Künstlers Olu Oguibe. Im Juni 2017 wurde es am Kasseler Königsplatz aufgestellt; seit April 2019 steht der Obelisk in der Treppenstraße. Das 16,20 m hohe Monument mit dem Titel Das Fremdlinge und Flüchtlinge Monument trägt in den vier in Kassel am häufigsten gesprochenen Sprachen Arabisch, Deutsch, Englisch und Türkisch die Inschrift: „Ich war ein Fremdling und ihr habt mich beherbergt“, ein Zitat aus dem Matthäus-Evangelium (Mt 25,35c ).

## Deutung des Kunstwerks und des Aufstellungsorts
Während Oguibes Arbeit auf der documenta 14 in Athen aus einem Archiv zu der menschlichen Tragödie des Biafra-Krieges besteht, bezieht sich seine Arbeit in Kassel auf die Bekräftigung von zeitlosen, universellen Prinzipien der Zuwendung und Fürsorge gegenüber jenen, die von Flucht und Verfolgung betroffen sind.
Das Zitat stammt aus der sogenannten „Weltgerichtsrede“ (Mt 25,31-46), dem Schluss der großen eschatologischen Rede, die Jesus Christus dem Matthäus-Evangelium zufolge auf dem Ölberg bei Jerusalem gehalten hat. Der Schlüssel zum Verständnis des Satzes ist die nachfolgende Feststellung aus dem Munde Jesu: „Was ihr für einen meiner geringsten Schwestern und Brüder getan habt, das habt ihr mir getan“ (Mt 25,40). Oguibe möchte mit dem Bibelzitat insbesondere die evangelikalen Christen der Vereinigten Staaten, die sich energisch gegen die Aufnahme von Flüchtlingen wehren, auffordern, die Grenzen vor Flüchtlingen nicht zu schließen. Für ihn sei dies eine universelle humanitäre Botschaft.
Ein Thema der documenta 14 war der Umgang mit historischen Orten in Kassel. Als Außenkunstwerk von Oguibe war ursprünglich ein Relief am Bahnhof Kassel-Wilhelmshöhe geplant. Auf Anregung von Adam Szymczyk wurde der Kasseler Königsplatz als Aufstellungsort für den Obelisken gewählt: Der Platz wurde von Oberhofbaumeister Simon Louis du Ry (1726–1799), der einer hugenottischen Flüchtlingsfamilie entstammte, entworfen. Am Königsplatz war zudem 1792 Johann Wolfgang von Goethe der Zugang zu einer Herberge verwehrt worden, da er für einen Franzosen gehalten wurde, der die Ideen der Französischen Revolution weitertragen wollte.

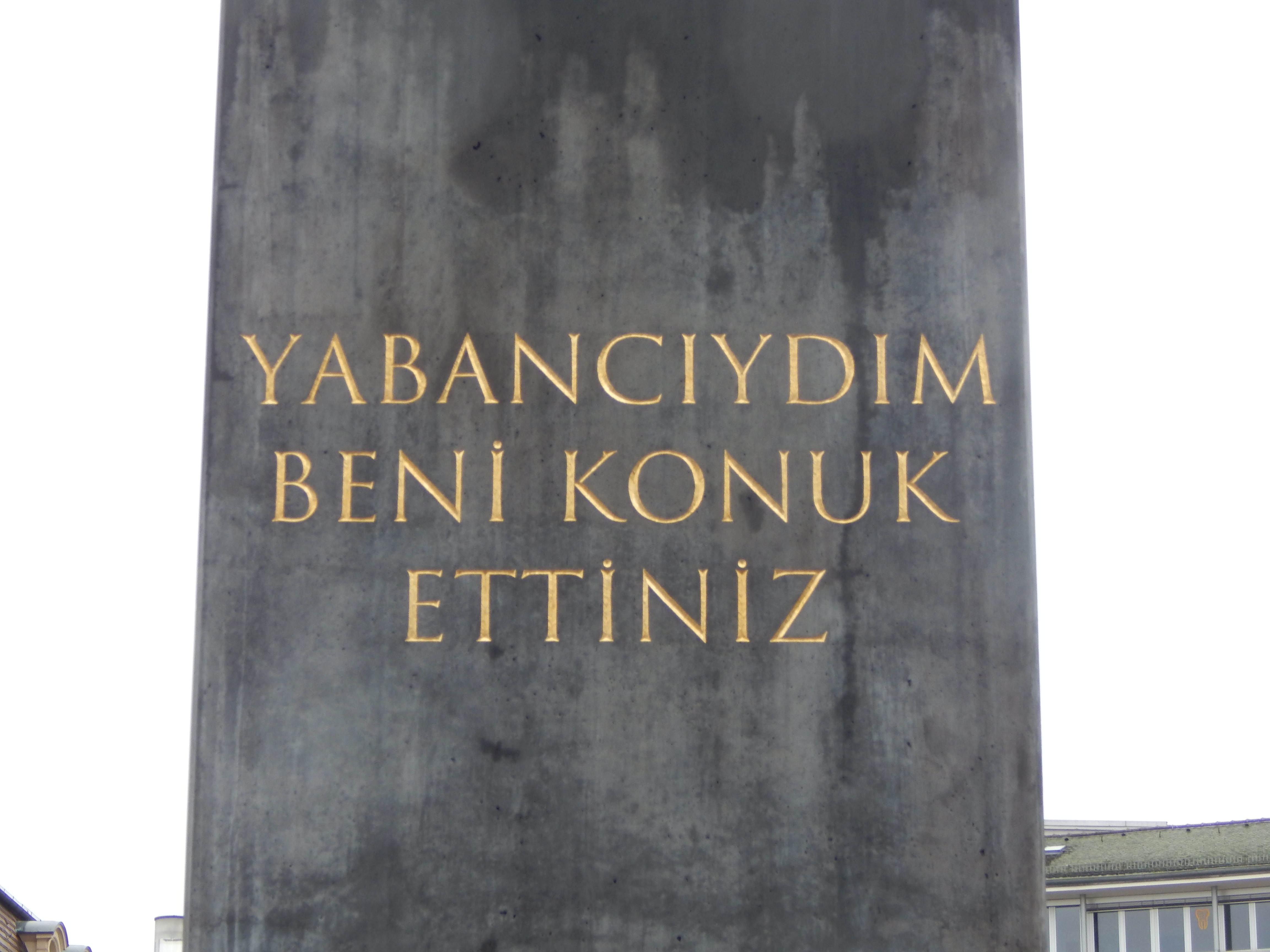
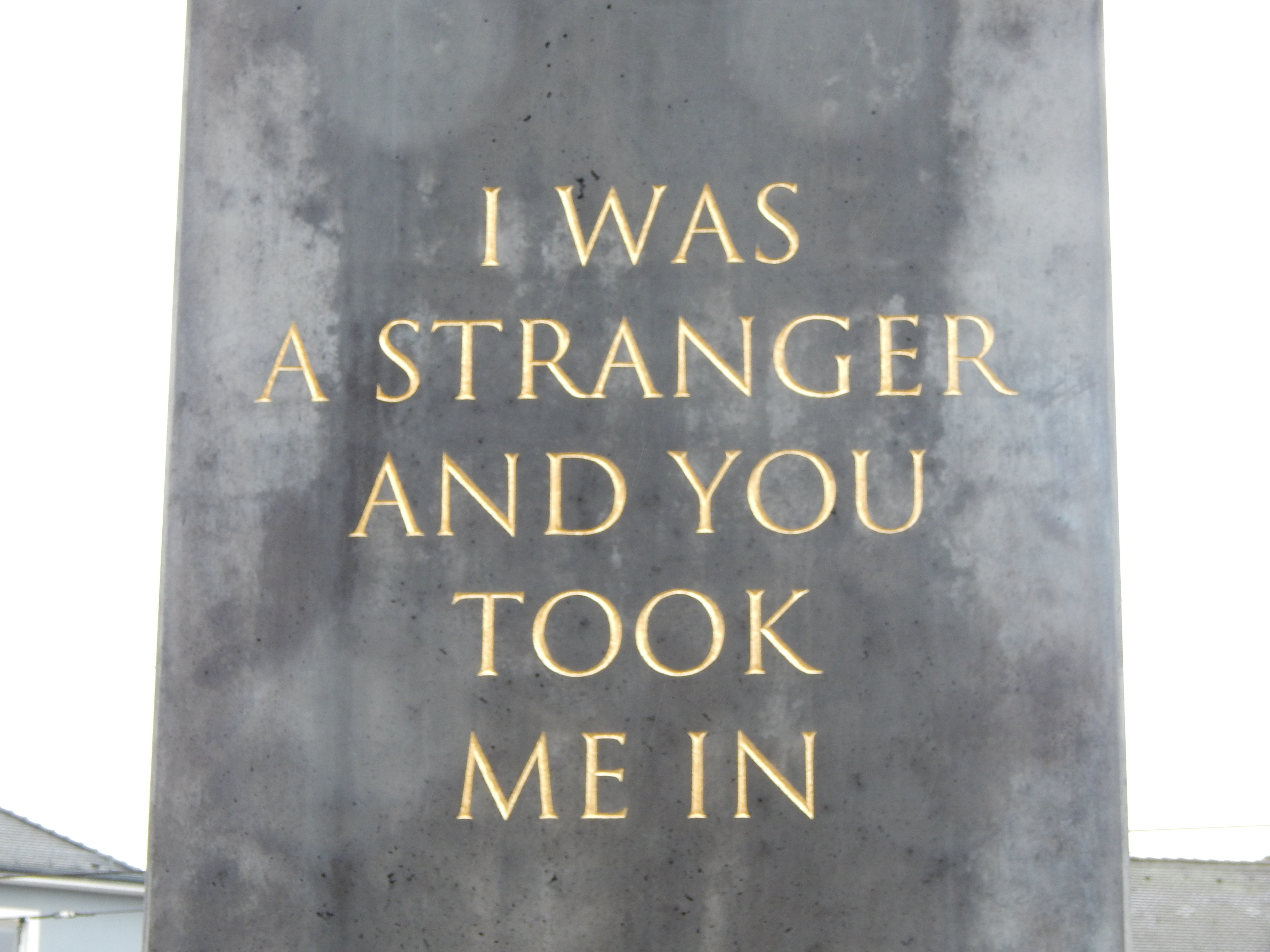
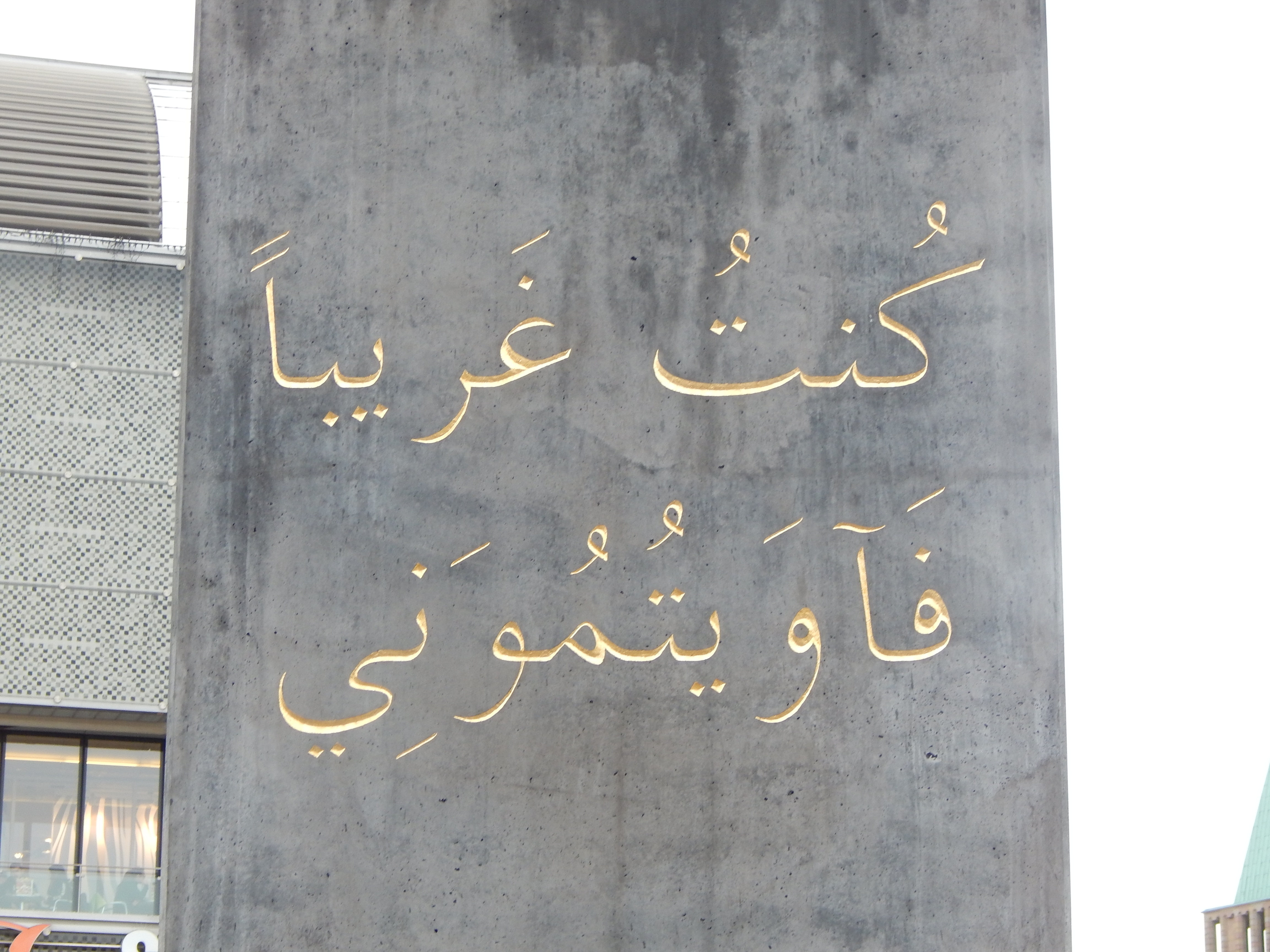
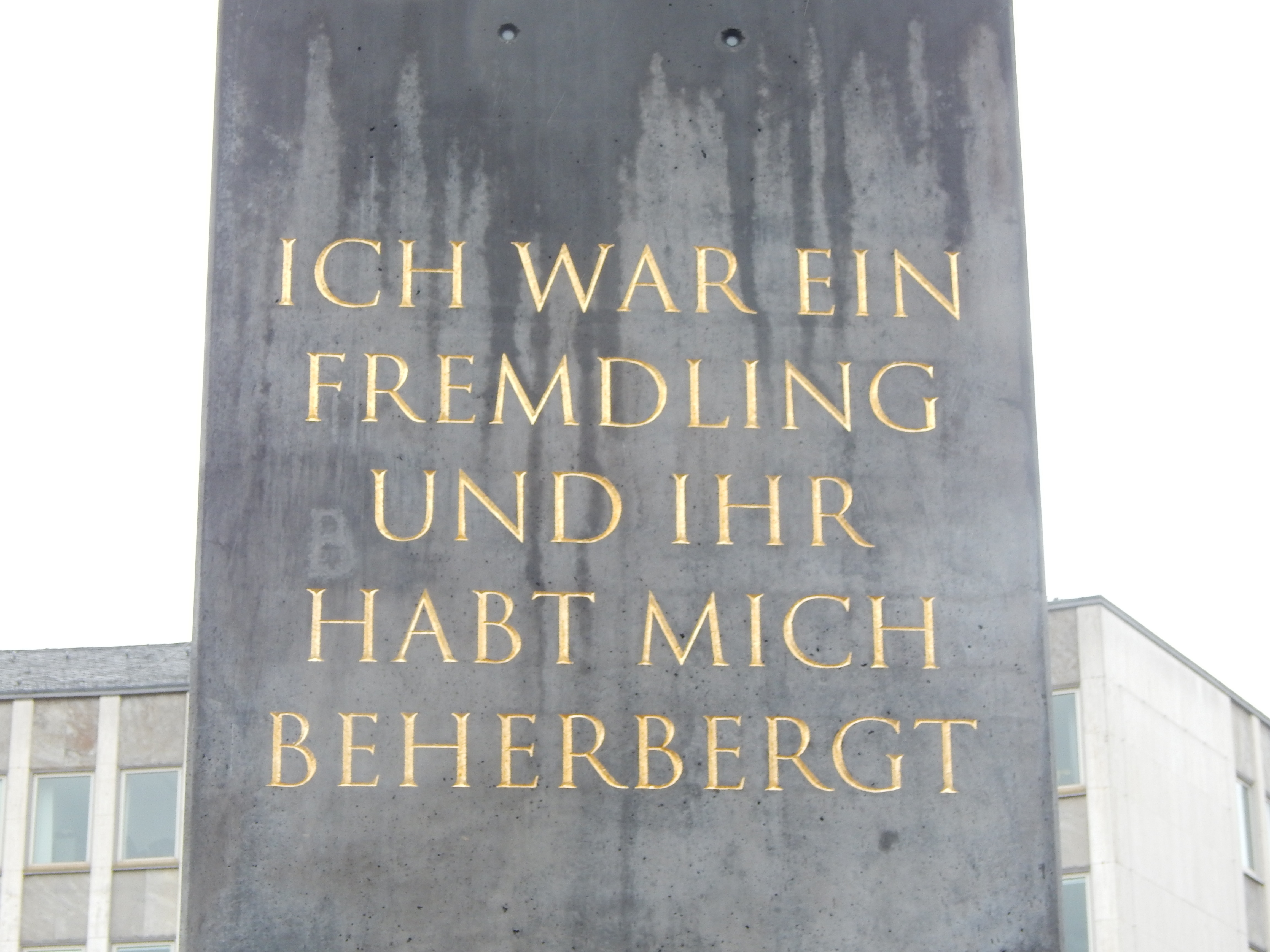

## Olu Oguibe über sein Kunstwerk
„Der Obelisk ist eine zeitlose Form, eine Form, die aus dem Altertum stammt, ursprünglich kam sie aus Afrika. Sie reiste um die Welt. Wir nutzen sie in diesem Zusammenhang, um ein universelles, zeitloses Prinzip in die Zukunft zu projizieren: die Idee der Barmherzigkeit und Gastfreundschaft gegenüber Fremden. Aber auch Dankbarkeit gegenüber Gastgebern. Denn ich glaube, Barmherzigkeit und Gastfreundschaft bedürfen letztendlich der Reziprozität. (...) Ich glaube, es ist wichtig festzustellen, dass Gastgebern Kosten erwachsen. Freundlichkeit ist nicht umsonst.
Ich interessiere mich mehr für die positive Geschichte der Stadt, eine Stadt, in der Fremde, Besucher, Menschen aus verschiedenen Teilen der Welt eine Heimat fanden. Das wollen wir anerkennen. Seine Tür einem Fremden zu öffnen ist ein Akt des Vertrauens. All das ist verwoben in den Text, der für die Inschrift gewählt wurde. Er bekräftigt die Notwendigkeit der Gastfreundschaft, er bekräftigt die Notwendigkeit der Reziprozität, der Anerkennung, dass Nächstenliebe ein Vertrauensakt ist.
Wenn solche Fremde in eine Gemeinschaft kommen, bringen sie auch etwas mit. Sie bringen Fähigkeiten, sie bringen Diversität, Kultur, sie bringen Küche. So erweitern sie die Gemeinschaft, sie bereichern die Gemeinschaft, (...) sie bereichern die menschliche Erfahrung.
Für mich ist das Ziel, einen Raum zu hinterlassen für Reflexion, für Einkehr, vielleicht sogar für Debatte um die Fragen der Gastfreundschaft und Dankbarkeit.“

## Rezeption des Kunstwerks
Die Stadt Kassel verlieh Olu Oguibe für sein Werk den Arnold-Bode-Preis. Es gehörte zu den documenta-Kunstwerken, deren möglicher Ankauf und Verbleib in der Stadt seit Beginn der Kunstausstellung im Gespräch waren.
Auch bei vielen Bürgern kam der Obelisk zunächst gut an, andere lehnten ihn aus ästhetischen oder politischen Gründen ab. Zunehmend verstärkte sich die Kontroverse in Kassel, die sich zu einem Klima der Feindseligkeit gegenüber dem Künstler auswuchs. Der AfD-Stadtverordnete Thomas Materner nannte den Obelisken 2017 im Kulturausschuss der Stadt „ideologisierende und entstellende Kunst“. Im Jahr darauf drohte er Kundgebungen an, sollte Oguibe nach Kassel kommen. Auch Befürworter des Mahnmals, darunter der frühere Kasseler Oberbürgermeister Hans Eichel, demonstrierten im Sommer 2018 für einen Verbleib des Oguibe-Obelisken in der Stadt.
Ob der Obelisk in Kassel verbleibt, war lange unklar. Um das Kunstwerk ankaufen zu können, rief die Kulturdezernentin von Kassel, Susanne Völker, im Februar 2018 zu einer Spendenaktion auf, bei der 126.000 Euro Spendengelder zusammenkamen. Der Künstler erklärte sich mit der Summe einverstanden, obwohl sie deutlich niedriger als die ursprünglich im Raum stehende Million bzw. die nach Abschluss der documenta anvisierten 600.000 Euro ausfiel.

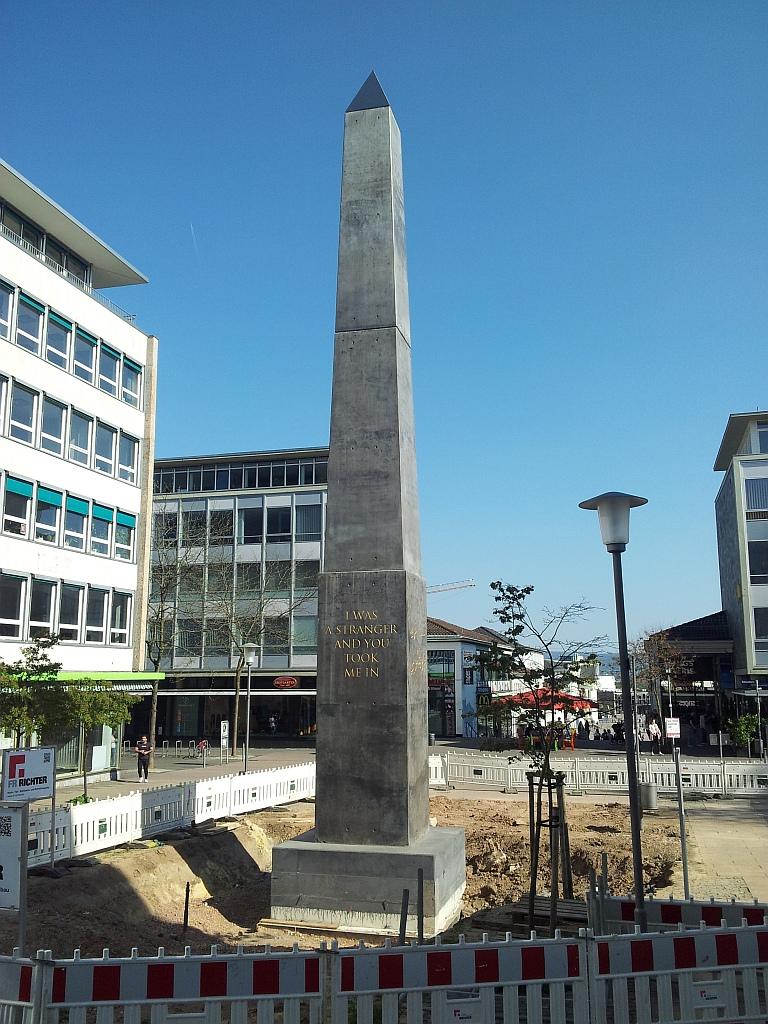
Der Obelisk kurz nach dem Wiederaufbau in der Treppenstraße

Der Verbleib des Obelisken entwickelte sich zu einem Politikum im Kasseler Rathaus, da eine Mehrheit der Stadtverordneten den vom Künstler geforderten Standort auf dem Königsplatz ablehnte. In weiteren Verhandlungen mit Oguibe zeichnete sich zeitweise eine Einigung ab. Ins Gespräch gebracht wurde die Idee, den Obelisken an einen neuen Standort zu versetzen, etwa vor ein noch zu bauendes Documenta-Institut. Da die Stadt auf ihrem Beschluss beharrte, das Denkmal nicht auf dem Königsplatz zu belassen, der Künstler aber weiter darauf bestand, das Kunstwerk speziell für diesen Platz geschaffen zu haben, entfernte die Stadt Kassel das Mahnmal am frühen Morgen des 3. Oktober 2018 nach Ablauf der vertraglichen Leihfrist in einer unangekündigten Aktion ohne Wissen der Kulturdezernentin vom Königsplatz und lagerte es auf einem Bauhof ein. Die vom Kasseler Oberbürgermeister Christian Geselle (SPD) verantwortete Aktion, für die er teils scharf kritisiert, teils überschwänglich gelobt wurde, wurde von Anhängern beider Seiten vielfach als Erfolg der AfD gewertet.
Entgegen seiner vorherigen Haltung stimmte Oguibe daraufhin der Versetzung des Obelisken an den von der Stadt vorgeschlagenen neuen Standort brieflich zu, nach eigenen Angaben, um das Kunstwerk für Kassel zu erhalten. Die Stadt Kassel gab am 11. Oktober 2018 bekannt, dass der Obelisk in der Treppenstraße wieder aufgebaut werden und dort dauerhaft verbleiben solle. Am 18. April 2019 wurde das Kunstwerk dort aufgestellt.
Koordinaten: 51° 18′ 55,2″ N, 9° 29′ 40″ O